# Monsoon Baby
Monsoon Baby ist ein deutscher Spielfilm aus dem Jahr 2014. Regie führte Andreas Kleinert, die Hauptrollen spielen Julia Jentsch und Robert Kuchenbuch.

## Handlung
Nina und Mark wünschen sich seit Jahren ein Kind. Nachdem sie alles versucht haben, sehen sie nur noch einen Ausweg: eine Leihmutterschaft. In einer Klinik in Kalkutta werden Ninas befruchtete Eizellen der jungen Inderin Shanti eingepflanzt. Das Paar kehrt nach Deutschland zurück, aber Nina will miterleben, wie das Kind im Bauch der Leihmutter wächst. Sie fliegt wieder nach Kalkutta und macht sich in der Klinik nützlich. Eines Tages aber endet das Glück abrupt: Shanti ist spurlos verschwunden.
Es stellt sich heraus, dass Shantis Ehemann von ihrer Leihmutterschaft nichts wusste. Sie wollte ihm nach der Geburt sagen, dass das Baby, das er für das seine hielt, tot sei, und das Geld für sich behalten. Der Plan geht nicht auf, da Shantis Mann ihr bis zur Klinik folgt und sie dort zur Rede stellt. Er zwingt sie, ihn nach Hause zu begleiten, und wirft sie und ihren Sohn aus dem Haus. Erst unter polizeilicher Gewalt gesteht er den Aufenthaltsort Shantis – ein Dorf in den Sümpfen, vermutlich ihr Heimatdorf. Mit knapper Not und Ninas Hilfe kann Shanti per Kaiserschnitt das Baby zur Welt bringen. Ob sie überleben wird, bleibt offen.
Dann das nächste Problem: Der Beamte der Deutschen Botschaft verweigert seine Hilfe und stellt für das Baby keinen deutschen Pass aus.
Er hatte den Eltern die Lüge, das Kind in Indien geboren zu haben, nicht geglaubt und klargemacht, er werde diese illegale Praxis nicht unterstützen.
Damit endet der Film.

## Kritik
„‚Monsoon Baby‘, dessen Story schwer nach Themenfilm klingt, ist unter Andreas Kleinerts Meisterhand zu einem ungewöhnlichen Fernsehfilm geworden. Ein von hoher Sinnlichkeit geprägtes Realismus-Konzept, das in Dramaturgie, Bildästhetik und Schauspiel gleichermaßen wirksam ist, ein überaus geglückter Spagat zwischen ‚Beziehungsgeschichte‘ und dem stimmig in den Film eingearbeiteten Thema Leihmutterschaft sowie die kluge Vermittlung zwischen deutschen ‚Werten‘ und indischer Kultur machen dieses TV-Drama zu einem der besten Fernsehfilme des Jahres.“

„Regisseur Andreas Kleinert gibt keine einfachen Antworten, fällt keine Urteile. Stattdessen erzählt er mit viel Feingefühl, wie ein Paar mit der schwierigen Situation und dem emotionalen Stress umzugehen versucht. Ein ergreifendes Drama, das lange nachwirkt: Intensiv gespielt, lebensnah, aufwühlend“